# Scott Frandsen
Scott Frandsen (Kelowna, 21 luglio 1980) è un canottiere canadese, vincitore della medaglia d'argento nel 2 senza a Pechino 2008 in coppia con David Calder.

## Palmarès
- Olimpiadi

Pechino 2008: argento nel 2 senza.